# José Oriol Anguera de Sojo
José Oriol Anguera de Sojo (Barcelona, 1879-Ibidem, 1956) fue un abogado y político español, ministro de Trabajo, Sanidad y Previsión Social durante la Segunda República.

## Biografía
Al proclamarse la Segunda República Española era presidente de la Audiencia de Barcelona. En agosto de 1931 fue elegido de forma provisional gobernador civil de Barcelona sustituyendo a Carlos Esplá. Ocupó en 1933 el cargo de fiscal general de la República. Miembro de la CEDA, no fue nunca elegido diputado a Cortes, aunque ocuparía entre el 4 de octubre de 1934 y el 3 de abril de 1935, la cartera de Trabajo, Sanidad y Previsión Social en el gobierno que presidió Alejandro Lerroux.
Desempeñó el cargo de gobernador civil de la provincia de Barcelona entre agosto de 1931 y enero de 1932. Durante su época de gobernador, gestionó varios conflictos, como el de la huelga General de Barcelona de septiembre de 1931.